# المريدسية
المريدسية من أكبر القرى القريبة والمجاورة لمدينة بريدة من الغرب في مقاطعة القصيم من المملكة العربية السعودية .
تبعد عن بريدة مسافة 5 كلم تقريبا غربا وتسمى القرى هناك الخبوب والخبوب في اصطلاح أهل القصيم هي كثبان الرمال الممتدة شمالاً وجنوباً تكون بينها أراضٍ طينية زراعية ممتدة مع امتداد الكثبين من الرمال. وتسمى تلك الأراضي الزراعية بين الكثبان خبوباً - جمع خبّ - وهي تسمية عربية.
وأحياناً يسمى الخب باسم الذي أنشأه مثل (خب روضان) و(خب الجطيلي) وأحياناً يكون له اسم منفرد مثل المريدسية هذه والقصيعة والبُصُر والغاف، واللسيب.
وصفت هذه الخبوب والقرى الزراعية في الكتب القديمة ومنها كتاب (صفة جزيرة العرب) للهمداني الذي ذكر أن القصيم رمال، وأن النخل في حواء الرمل. وهذه صفة الخبوب وليس اسمها. اشتهر أهلها بالزراعة والفلاحة والكسب من ثمار النخيل.

## سبب التسمية
أما اسم (المريدسية) فإن المؤلف ذكر في صفحة 36 ما كنا سمعناه من شيوخ القوم والطاعنين في السن مع اختلاف يسير.
وهو أن موضع (المريدسية) كانت فيه عين جارية تسمى (عين المرادي) وأن الناس كانوا يوردون عليها إبلهم ومواشيهم - بطبيعة الحال - كان ذلك قبل وجود بلدة المريدسية، بل قبل شمول العمارة لمنطقة القصيم، وإنه بمضي الزمن كونت هذه العين مستنقعات تربى عليها البعوض الناقل للحمى فأصبح الناس الذين يقيمون حولها يصابون بالحمى فصاروا يقولون: (عين المرادي سيه) أي سيئة لصحة الناس، وقد تطور هذا الاسم على لسانهم مع مضي الزمن حتى حذفوا كلمة (عين) منه فصار (المرادي سيه) ثم حولت (المرادي) إلى المريدي، فصارت على ما هي عليه الآن (المريدسية) وهذا هو الذي ذكره المؤلف الكريم.

## حدودها
الشمال: حي النصار، الحمر
الجنوب: نقرة آل الصمعاني
الشرق: خب البريدي، وحويلان، وخب ثنيان، وجرية العمران
الغرب: بلدتا العريمضي والصقرات.

## آثار المريدسية
- بقايا القصر القديم بجوار الأحياء الشمالية
- البيوت القديمة التي أقامها أصحابها ببناء الطين
- المقابر القديمة المحاطة بالأحجار والطين.[3]

## أشخاص من المريدسية
```
ناصر العمر
 الرئيس العام السابق لتعليم البنات.
[
4
]
```

## انظر ايضاً
- القصيم
- بريدة

## وصلات خارجية
- المريدسية بلدة العلماء والزهاد.
- «المريدسية» تطلعات ترقب التنمية.